# Saint-Étienne Basket
El Union Al Roche - Case Métropole Basket fue un equipo de baloncesto francés con sede en la ciudad de Saint-Étienne. Disputaba sus partidos en el Stadium Pierre Maisonnial , con capacidad para 2.540 espectadores.
En 2012 el club quebró y desapareció.

## Posiciones en liga
- 2008 - (1-N2)
- 2009 - (15-NM1)
- 2010 - (1-NM2)
- 2011 - (17-NM1)
- 2012 - (6-NM1)

## Palmarés
- Campeón Grupo A NM2 -  2010